# Tikopia
Tikopia ist die südlichste bewohnte Insel der Salomonen. Noch weiter südlich innerhalb der Salomonen, allerdings 800 km westlich von Tikopia, liegt nur noch die unbewohnte Little Nottingham Islet im Middle Reef der Indispensable Reefs, die zur Provinz Rennell und Bellona gehören. Auf alten Karten wird Tikopia auch als Tukopia bezeichnet. Der erste Europäer, der die Insel gesichtet hat, war Pedro Fernández de Quirós 1606.

## Geographie und Klima
Tikopia ist Teil der Santa-Cruz-Inseln und gehört zur Provinz Temotu der Salomon-Inseln. Nächstgelegene Insel ist das 132 km nordöstlich gelegene Anuta, das wie Tikopia eine polynesische Exklave ist.
Die Insel ist das Überbleibsel eines erloschenen Vulkans. Ihr höchster Punkt, der Mount Reani, erreicht eine Höhe von 380 m über dem Meeresspiegel. Die Landfläche beträgt ungefähr 5 km². Im Zentrum der Insel befindet sich der etwa 80 m tiefe Lake Te Roto, ein Kratersee.
Eine Dürre in den Jahren 1952 und 1953 forderte auf der Insel Tikopia 17 Menschenleben.

## Bevölkerung
Tikopia wird von 1062 Menschen bewohnt, die in über 25 Dörfern zumeist entlang der Küste leben. Das größte Dorf ist Matautu an der Westküste, nicht zu verwechseln mit Mata-Utu, der Hauptstadt von Wallis und Futuna. Im Gegensatz zu den meisten Inseln der Salomon-Gruppe, deren Bewohner melanesischer Abstammung sind, haben die Einwohner Tikopias polynesische Wurzeln. Die Insel zählt daher zu den polynesischen Exklaven in der Salomon-Gruppe. Sie sprechen die zum samoanischen Zweig der polynesischen Sprachen gehörende Tikopianische Sprache.
Früher betrug die Einwohnerzahl beständig ungefähr 1000, da die kleine Insel mit den traditionellen polynesischen Wirtschaftsweisen eine größere Anzahl Menschen nicht ernähren konnte. Um diese Bevölkerungszahl nicht zu überschreiten, wurde eine strikte Geburtenkontrolle praktiziert. Nur dem ältesten Sohn jeder Familie war es erlaubt, Kinder zu zeugen. Wenn dennoch ein ungewolltes Kind geboren wurde, dann war dieses unweigerlich dem Tod geweiht.

## Bewirtschaftung
Die begrenzten Ressourcen der Insel wurden mittels erprobter polynesischer landwirtschaftlicher Methoden erschlossen und genutzt. Diese richteten sich nach der Bevölkerungsdichte. Die Polynesier wussten aus jahrhundertelanger Erfahrung mit den beschränkten Lebensgrundlagen kleiner Inseln hauszuhalten: Als beispielsweise einmal (um das Jahr 1600) die Anzahl der gezüchteten Schweine zu groß wurde, beschlossen die Insulaner jene zu schlachten und sich zur Beschaffung tierischen Proteins wieder mehr dem Fischfang zuzuwenden, da die Schweine zu viel landwirtschaftliche Produkte verzehrten und so eine ausgewogene Ernährung der Menschen verhinderten.

## Kultur
Die Kultur der Tikopianer war hochentwickelt und besaß eine komplexe Sozialstruktur, wie dies in vielen polynesischen Gesellschaften zu finden ist. Religiöse Konzepte und Tabus wurden konsequent befolgt. Auf Grund der durch sie gesetzten Rahmenbedingungen (Pflege der Ressourcen, Geburtenkontrolle) konnte die Bevölkerung ihre kleine Insel erfolgreich bewirtschaften und sich ein – wie frühe Besucher es beschrieben – „kleines Paradies“ erschaffen.

## Heute
Die Bewohner Tikopias pflegen auch heute noch ihre kulturellen Traditionen. Allerdings hat der Einfluss des Christentums viele der alten Sitten verändert. Da eine große Anzahl der jungen Männer die Insel verlässt, um Arbeit auf anderen Inseln zu finden, stellt sich das Problem der Geburtenkontrolle nicht mehr so drängend wie früher. Im Dezember 2002 wurde die Insel Opfer des Zyklons „Zoe“. Obwohl hierbei große Teile der Siedlungen und der Vegetation zerstört wurden, gab es keine Todesopfer zu beklagen. Hilfsaktionen liefen weltweit nur schleppend an. Einige mehr oder weniger private Spenden und Materiallieferungen erreichten die Insel jedoch Wochen und Monate später. Die Häuptlinge entschieden sich, eine Auswahl unter den Hilfsgütern zu treffen, damit die kulturelle Identität erhalten bliebe. So sind zum Beispiel Alkohol und Außenbordmotoren verboten.